# Drachtplant

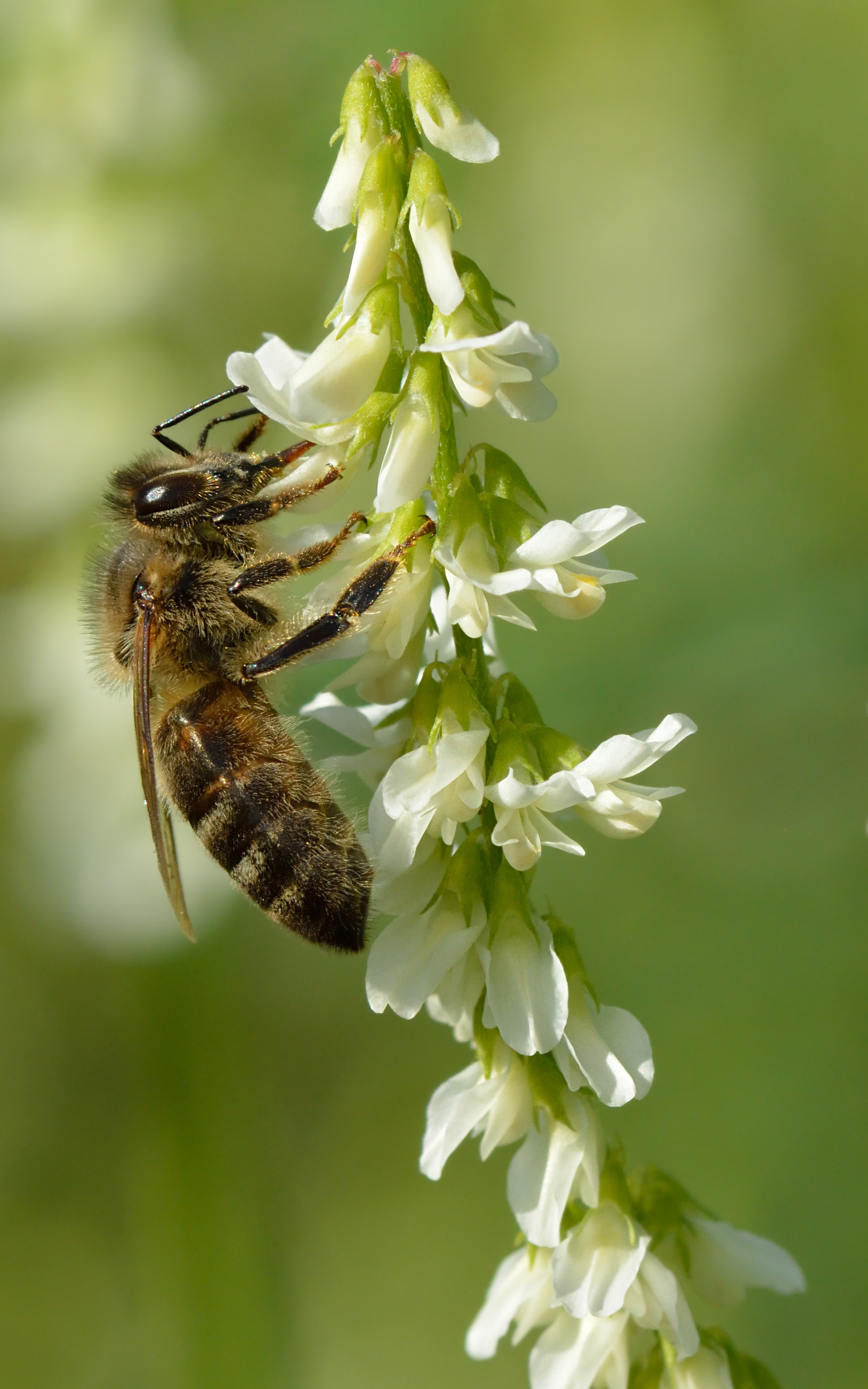
Melilotus albus

Een drachtplant is een plant die in de vorm van nectar en pollen voedsel levert aan insecten.
Vooral bijen maar ook hommels en sommige wespensoorten verzamelen pollen van de drachtplant om te voeren aan hun larven. Anders dan bij waardplanten profiteren de planten er zelf ook van om drachtplant te zijn, doordat de insecten bij het vervoer van pollen ook bijdragen aan de bestuiving van de soort. Hier is dus sprake van een symbiotische relatie tussen plant en dier waar beide soorten voordeel van hebben.